# Pedaria spinipennis
Pedaria spinipennis är en skalbaggsart som beskrevs av Josso och Prévost 2003. Pedaria spinipennis ingår i släktet Pedaria och familjen bladhorningar. Inga underarter finns listade i Catalogue of Life.